# Десертний квандонг
Десертний квандонг (лат. Santalum acuminatum) — вид санталу, деревна рослина родини Santalaceae, що росте всюди в центральних і південних областях Австралії.

## Біологічний опис
Це високий кущ або маленьке дерево, яке рідко перевищує 7 м у висоту. Листя жовто-зелені, 45-115 мм завдовжки, підтримуються на короткому листовому черешку 5-10 мм завдовжки. Квітки зелені або білі на зовнішній стороні і червонуваті або коричневі на внутрішній, 2-3 мм діаметром. Плід червоний, іноді жовтий з восковою шкіркою, 20-25 мм діаметром. Усередині плода міститься кісточка зі звивистою поверхнею.